# کیم جی آن
کیم جی آن (کره‌ای: 김지안؛ زادهٔ ۵ فوریه ۱۹۹۲) بازیگر اهل کره جنوبی است. او به خاطر ایفای نقش در مجموعه‌های تلویزیونی یک پایان شاد دیگر و مون‌شاین شناخته می‌شود. او همچنین در فیلم کلاهبرداران (۲۰۱۴) حضور پیدا کرده است.